# Lars Krogh Gerson
Lars Christian Krogh Gerson (Luxemburg, 5 februari 1990) is een Luxemburgs-Noors voetballer die per januari 2015 als middenvelder speelt voor de Allsvenskan-club GIF Sundsvall.
Gerson werd opgeleid in de jeugd van het Noorse Kongsvinger IL. In het seizoen 2008 werd hij bij de A-selectie gehaald en debuteerde in de Noorse competitie. In 2012 verhuisde Gerson naar de Zweedse club IFK Norrköping, waar hij zich tot een stabiele middenvelder ontwikkelde en drie seizoenen verbleef. In januari 2015 tekende hij bij het net gepromoveerde GIF Sundsvall.
Gerson maakte zijn debuut in het Luxemburgs voetbalelftal op 23 maart 2008 in de vriendschappelijke verloren wedstrijd (0–2) tegen Wales.
Gerson heeft Luxemburg ook vertegenwoordigd in de diverse nationale jeugdelftallen, onder andere op het Europees kampioenschap onder 17 van 2006.